# Jun Hyo-seong
Jun Hyoseong (em coreano:  전효성, nascida em 13 de outubro de 1989), conhecida simplesmente como Hyoseong (em coreano: 전효성), é uma cantora e dançarina sul-coreana. Ela é mais conhecida por ser a líder do popular girl group sul-coreano Secret.

## Vida e carreira

### 1989–2004: Início da vida e infância
Jun Hyoseong nasceu em Cheongju, na província de Chungcheong do Norte, Coreia do Sul, em 13 de outubro de 1989. O nome de Hyoseong é derivado da palavra 유성, que significa "meteoro" em coreano, pelo fato de seu pai e sua avó materna terem visto uma estrela cadente no dia do seu nascimento. Devido as dificuldades financeiras da família de Hyoseong, ela e sua família ganharam dinheiro extra com a entrega de jornais todas as manhãs, desde quando ela estava na 3ª série. Desde jovem, ela era conhecida entre seus amigos pelo seu canto e suas habilidades na dança. No entanto, ela nunca tinha pensado em se tornar uma cantora até quando ela estava na 6ª série. Ela admitiu, "Eu gostava de apresentar-se para os outros desde quando eu era pequena. Eu dançava canções de bandas como Fin.K.L e S.E.S. em festas de aniversário de meus amigos. Na 6ª série, eu decidi que eu realmente queria tornar-se uma cantora, e todos os meus amigos me ajudaram a tentar que o sonho se tornasse realidade". No ensino médio, ela era a líder do clube de dança de sua escola e trabalhou em tempo parcial para ganhar o dinheiro para viajar para Seul, a fim de realizar audições. Seus pais foram contra sua escolha no início, mas depois apoiaram sua decisão quando viram como ela dedicou-se para o seu objetivo.

### 2009–atualmente: Secret e popularidade crescente
Em fevereiro de 2012, ela apresentou Soo Yeon no sitcom Salamander Guru and The Shadows, exibido pela SBS.

## Discografia

### Mini álbuns
| Título                                                                                       | Detalhes do álbum | Melhores posições | Vendas         |
| Título                                                                                       | Detalhes do álbum | KOR               | Vendas         |
| -------------------------------------------------------------------------------------------- | --- | ----------------- | -------------- |
| Fantasia                                                                                     | - Lançamento: 07 de maio de 2015 - Gravadora: TS Entertainment - Formatos: CD, download digital Lista de Faixas 1. "날 보러와요" 2. "반해 (Into You)" 3. "Taxi Driver" 4. "꿈이었니" 5. "5분만 더"                               | 4                 | - KOR: 14.086+ |
| Colored                                                                                      | - Lançamento: 28 de março de 2016 - Gravadora: TS Entertainment - Formatos: CD, download digital Lista de Faixas 1. "Follow Me 2. "나를 찾아줘 (Find Me)" (Feat. D.Action) 3. "딱 걸렸어" 4. "So Good" 5. "Dear Moon" 6. "Hello" | 7                 | - KOR: 6.364+  |
| "—" indica lançamentos que não figuraram nas paradas ou que não foram lançados nessa região. | |                   |                |

### Álbum single
| Título                                                                                       | Detalhes do álbum                                                                               | Melhores posições | Vendas         |
| Título                                                                                       | Detalhes do álbum                                                                               | KOR               | Vendas         |
| -------------------------------------------------------------------------------------------- | ----------------------------------------------------------------------------------------------- | ----------------- | -------------- |
| Top Secret                                                                                   | - Lançamento: 12 de maio de 2014 - Gravadora: TS Entertainment - Formatos: CD, download digital | 2                 | - KOR: 11.067+ |
| "—" indica lançamentos que não figuraram nas paradas ou que não foram lançados nessa região. |                                                                                                 |                   |                |

### Singles
| Ano                                                                                          | Título                     | Melhores posições nas paradas | Vendas               | Álbum      |
| Ano                                                                                          | Título                     | KOR Gaon                      | Vendas               | Álbum      |
| -------------------------------------------------------------------------------------------- | -------------------------- | ----------------------------- | -------------------- | ---------- |
| 2014                                                                                         | "Good night kiss"          | 9                             | - KOR: 716.489+ (DL) | Top Secret |
| 2015                                                                                         | "Into You"                 | 22                            | - KOR: 173.604+ (DL) | Fantasia   |
| 2016                                                                                         | "Find Me" (feat. D.Action) | 75                            | - KOR: 35.536+ (DL)  | Colored    |
| "—" indica lançamentos que não figuraram nas paradas ou que não foram lançados nessa região. |                            |                               |                      |            |

### Singles colaborativos
| Ano                                                                                          | Título                                                 | Melhores posições nas paradas | Vendas | Álbum                         |
| Ano                                                                                          | Título                                                 | KOR Gaon                      | Vendas | Álbum                         |
| -------------------------------------------------------------------------------------------- | ------------------------------------------------------ | ----------------------------- | ------ | ----------------------------- |
| 2009                                                                                         | "My Boo" (Untouchable feat. Jun Hyoseong & Han Sunhwa) | —                             |        | Untouchable: First Mini Album |
| "—" indica lançamentos que não figuraram nas paradas ou que não foram lançados nessa região. |                                                        |                               |        |                               |

## Filmografia

### Dramas de televisão
| Ano  | Rede | Título                          | Papel        | Notas              |
| ---- | ---- | ------------------------------- | ------------ | ------------------ |
| 2012 | SBS  | Salamander Guru and The Shadows | Soo Yeon     | Episódio 4         |
| 2014 | OCN  | Cheo Yong                       | Han Na-young | Todos os episódios |
| 2014 | KBS1 | My Dear Cat                     | Han Soo-ri   | Todos os episódios |
| 2015 | OCN  | Cheo Yong 2                     | Han Na-young | Todos os episódios |
| 2017 | TVN  | Introverted Boss                | Kim Gyo-Ri   | Todos os episódios |

### Séries de televisão
| Ano  | Rede    | Título                                              | Papel     | Notas                                                         |
| ---- | ------- | --------------------------------------------------- | --------- | ------------------------------------------------------------- |
| 2005 | Mnet    | Battle Shinhwa                                      | Ela mesma | Finalista, Top 6                                              |
| 2007 | SBS MTV | Diary of Five Girls                                 | Ela mesma | com Five Girls                                                |
| 2009 | Mnet    | Secret Story                                        | Ela mesma | Elenco regular                                                |
| 2010 | MBC     | Boquet                                              | Ela mesma | Elenco regular                                                |
| 2010 | KBS     | Let's Go Dream! 2ª Temporada                        | Ela mesma | Episódio 18, 53                                               |
| 2011 | SBS MTV | MTV Special :Big Pleasure Guam                      | Ela mesma | com Secret                                                    |
| 2011 | KBS     | Oh! My School                                       | Ela mesma | Elenco regular                                                |
| 2011 | MBC     | Weekly Idol                                         | Ela mesma | com Secret (27-11-11)                                         |
| 2011 | SBS MTV | Let Me Show                                         | Ela mesma | com Secret                                                    |
| 2012 | SBS     | Qualifications of Men                               | Ela mesma | Episódio 369 com Song Jieun                                   |
| 2012 | Mnet    | Beatles Code 2                                      | Ela mesma | (24-09-12)                                                    |
| 2012 | MBC     | Weekly Idol                                         | Ela mesma | com Secret (26-09-12)                                         |
| 2012 | SBS     | Strong Heart                                        | Ela mesma | (02-10-12)                                                    |
| 2012 | MBC     | Weekly Idol                                         | Ela mesma | com Secret (03-10-12)                                         |
| 2012 | MBC     | Quiz to Change the World                            | Ela mesma | com Kim Heung Kook, Jung Heung Chae, & Yoon Young Mi          |
| 2013 | MBC     | Story Show Widow's Cruse                            | Ela mesma |                                                               |
| 2013 | MBC     | Infinite Challenge                                  | Ela mesma | Korean History TV Lecture Special #1: Idol Special (11-05-13) |
| 2013 | MBC     | Weekly Idol                                         | Ela mesma | com Secret (13-05-15)                                         |
| 2013 | MBC     | Infinite Challenge                                  | Ela mesma | Korean History TV Lecture Special #2: Idol Special (18-05-13) |
| 2013 | MBC     | Weekly Idol                                         | Ela mesma | Special 100th Episode Secret, Rainbow & 4Minute (19-06-13)    |
| 2013 | MBC     | Weekly Idol                                         | Ela mesma | Special 100th Episode Secret, Rainbow & 4Minute (26-06-13)    |
| 2014 | MBC     | Weekly Idol                                         | Ela mesma | com Secret (14-01-15)                                         |
| 2014 | SBS     | Star King                                           | Ela mesma | (01-02-14)                                                    |
| 2015 | KBS2    | Hello Counselor                                     | Ela mesma | com Hong Jin-Ho, Kim Sung-kyu & Lim Kim (15-03-02)            |
| 2015 | SBS     | Law of the Jungle: Hidden Kingdom Special in Brunei | Ela mesma | Membro do Elenco                                              |
| 2016 | MBC     | Real Men: Female Special                            | Ela mesma | Temporada 4 (Episódios 146-153)                               |

### Programas de shows musicais
| Ano  | Rede  | Título                     | Papel | Notas  |
| ---- | ----- | -------------------------- | ----- | ------ |
| 2009 | Mnet  | Sonyeon Sonyeo Gayo Baekso | MC    | [ 14 ] |
| 2009 | GomTV | Gom TV Music Chart (GMC)   | MC    | [ 15 ] |
| 2011 | MTV   | The Show                   | MC    |        |

### Aparições em vídeos musicais
| Ano  | Título da canção | Artista           | Papel                       |
| ---- | ---------------- | ----------------- | --------------------------- |
| 2011 | "Never Give Up"  | Bang&Zelo (B.A.P) | Interessada no amor de Zelo |